# Dypold III Borzywoj
Dypold III Borzywoj (ur. 1176–1181, zm. 1235–1236 w Śremie) – książę z dynastii Przemyślidów, syn Dypolda II.
Początkowo wraz z braćmi zarządzał księstwem we wschodnich Czechach. Około 1202 roku synowie Dypolda II zostali wypędzeni z Czech przez Przemysła Ottokara I. Król niemiecki Filip Szwabski ogłosił banicję Przemysła Ottokara i 24 kwietnia 1203 rok nadał Czechy w lenno Dypoldowi III. Jesienią 1204 Przemysł Ottokar skapitulował przed wyprawą niemiecką i zwrócił Dypoldowi jego księstwo. Po raz kolejny synowie Dypolda II zostali wygnani w 1233 lub 1234 przez króla Wacława I. Udali się wówczas na dwór Henryka Brodatego. Dypold Borzywoj otrzymał od niego kasztelanię śremską. Zginął podczas napadu Wielkopolan na Śrem. Nie był żonaty i nie miał dzieci.